# Mort pour la France

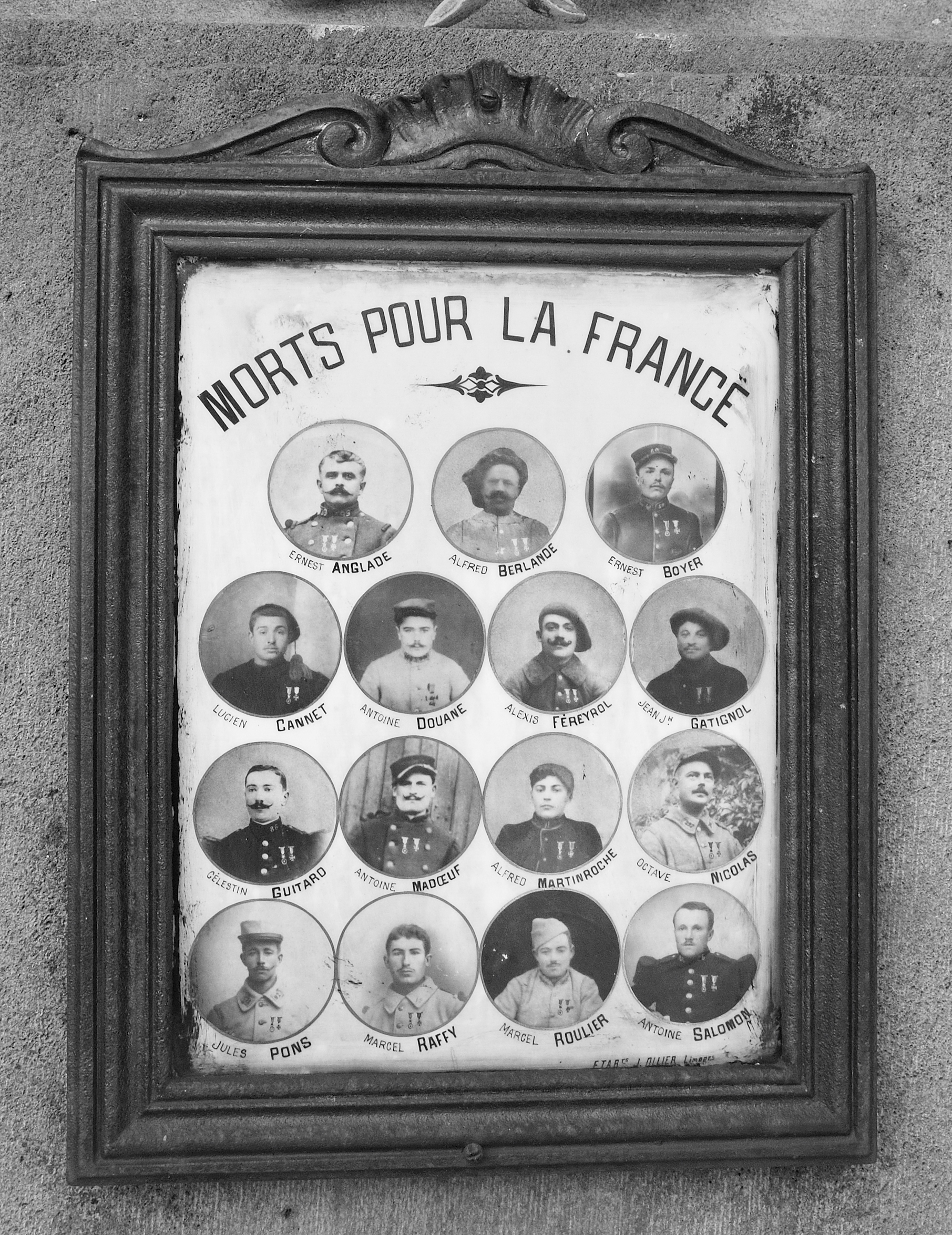
Cementerio de Montaigut-le-Blanc, homenaje a los soldados caídos durante la Primera Guerra Mundial (Puy-de-Dôme, Francia).

La mención Mort pour la France (en francés: Muerto por Francia) es una expresión legal en Francia y un reconocimiento a los caídos durante un conflicto bélico, frecuentemente en servicio al país.

## Definición
El término se define en los artículos 511-1 a 511-5 del Código de pensiones militares de invalidez y de las víctimas de guerra. Se aplicaba a los miembros de las fuerzas militares francesas que murieran en combate o sufrieran una lesión o enfermedad causada durante el servicio en la Primera y Segunda Guerra Mundial, las guerras de Indochina y Argelia, los combates en Marruecos y los sucesos que condujeron a la independencia de Túnez, así como a los civiles muertos durante estos conflictos. Tanto los ciudadanos franceses como los voluntarios de otras nacionalidades tienen derecho a recibir este reconocimiento.

## Administración
La mención "Mort pour la France" aparece en el certificado de defunción del caído en servicio a la patria.
El estatus lo otorga, en cada caso, el:
- director general responsable de los veteranos y las víctimas de la guerra, o
- ministro responsable de la marina mercante, o
- Ministro de Estado responsable de la defensa nacional.

Además se concedió el diploma «Aux morts de la grande guerre, la patrie reconnaissante» (A los muertos de la Gran Guerra, la patria agradecida) a la familia de:
- militares de fuerzas terrestres o navales, fallecidos durante la Primera Guerra Mundial, o
- militares de las fuerzas terrestres, navales o aéreas, o miembro de la Francia Libre / Francia Combatiente (Forces françaises libres, FFL / Forces françaises combattantes, FFC), Fuerzas Francesas del Interior (Forces françaises de l'Intérieur, FFI), o la Resistencia francesa, que murieran durante la Segunda Guerra Mundial.

El diploma lo otorgaba el ministro responsable de los veteranos y las víctimas de la guerra.

## Comunas francesas

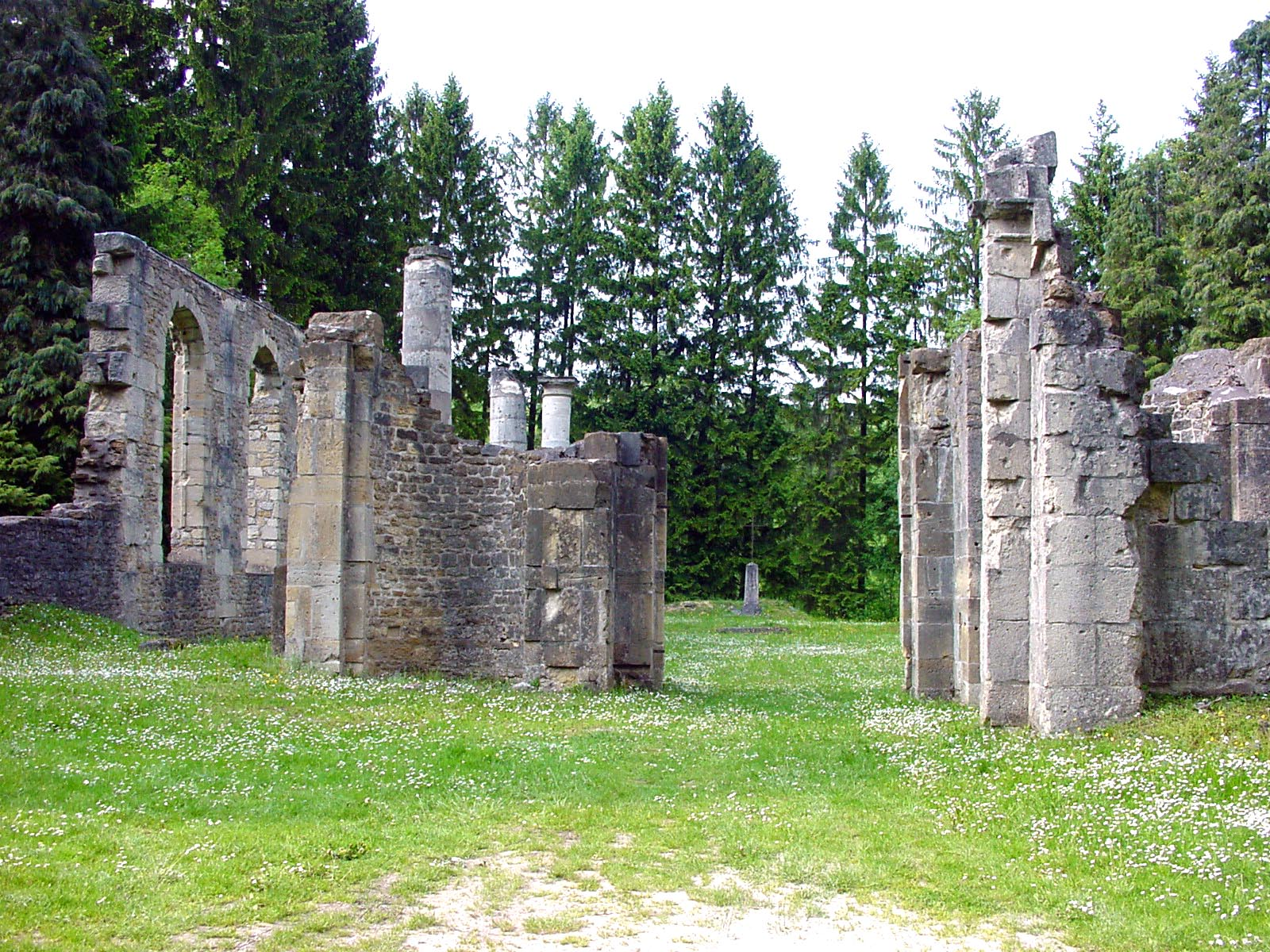
Restos de construcciones en el emplazamiento de la comuna de Ornes

Existen nueve comunas aún existentes (no fusionadas con otra comuna vecina) que cuentan con el estatus de "Mourt por la France". Se trata de Beaumont-en-Verdunois, Bezonvaux, Cumières-le-Mort-Homme, Douaumont, Fleury-devant-Douaumont, Haumont-près-Samogneux, Louvemont-Côte-du-Poivre, Ornes y Vaux-devant-Damloup. Todas ellas se encuentran en Mosa y fueron devastadas totalmente durante la batalla de Verdún en 1916. Debido a la importante presencia de munición y proyectiles de artillería sin explotar, seis de ellas nunca fueron reconstruidas.

## Derechos de autor

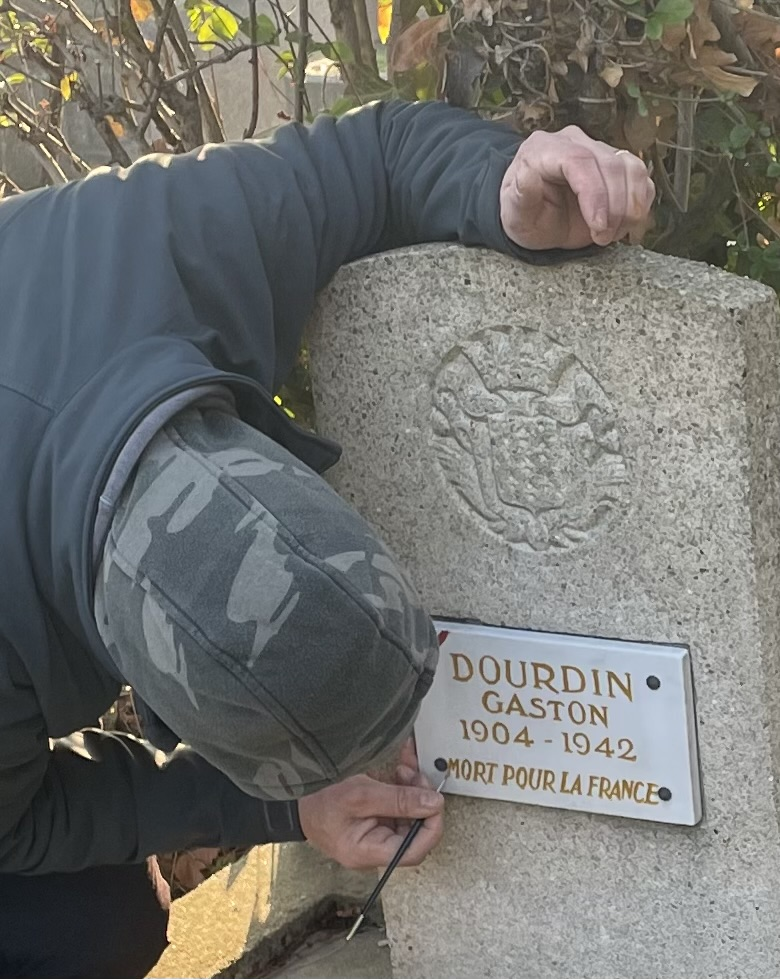
Restauración de la lápida y tumba de un miembro de la resistencia francesa. La condición de muerto por Francia otorga derecho a una sepultura individual y perpetua en un cementerio militar, a costa del estado francés

La ley francesa de derechos de autor otorga una extensión especial de 30 años de los derechos de autor a los artistas creativos declarados "Mort pour la France", además de los habituales 70 años post mortem (artículo L. 123-10).  

### Escritores
Escritores declarados oficialmente "Mort pour la France".
- Alain-Fournier (1914)
- Jacques Arthuys (1943)
- Guillaume Apollinaire (1918)
- Victor Basch (1944)
- Pierre Brossolette (1944)
- Benjamin Crémieux (1944)
- Louis Codet (1914)
- Jacques Decour (1942)
- Jean Desbordes (1944)
- Robert Desnos (1945)
- Luc Dietrich (1944)
- Benjamin Fondane (1944)
- Charles Hainchelin (1944)
- Maurice Halbwachs (1945)
- Max Jacob (1944)
- Régis Messac (1945)
- Léon de Montesquiou (1915)
- Irène Némirovsky (1942)
- Georges Politzer (1942)
- Charles Péguy (1914)
- Louis Pergaud (1915)
- André Ruplinger (1914)
- Antoine de Saint-Exupéry (1944)
- Louis-Félix de La Salle de Rochemaure (1915)
- Albert Thierry (1915)
- Georges Valois (1945)
- François Vernet (1945)
- Jean de la Ville de Mirmont (1914)
- Jean Zay (1944)
- Raymond Naves (1944)

### Compositores
Compositores declarados oficialmente "Mort pour la France".
- Jehan Alain (1940)
- Joseph Boulnois (1918)
- Émile Goué (1946)
- Fernand Halphen (1917)
- Maurice Jaubert (1940)
- René Vierne (1918)

### Combatientes de la resistencia
Lista de combatientes de la resistencia declarados oficialmente "Mort pour la France"
- Guy Môquet (1941)
- Conrad Miret i Musté (1942)
- Jean Moulin (1943)
- Missak Manouchian (1944)
- Szlama Grzywacz (1944)
- Thomas Elek (1944)
- Spartaco Fontano (1944)
- Wolf Wajsbrot (1944)
- Joseph Epstein (1944)
- Sarkis Bedikian (1944)

### Otros
Otras personas declaradas oficialmente "Mort pour la France".
- Georges Peignot (1915)